# Петер Гамерлик
Петер Гамерлик (словац. Peter Hamerlík; нар.2 січня 1982, Миява, ЧССР) — словацький хокеїст, воротар. Виступає за «Оцеларжи» у Чеській Екстралізі.
Вихованець хокейної школи ХК «36 Скаліца». Виступав за ХК «36 Скаліца», «Кінгстон Фронтенакс» (ОХЛ), «Цинциннаті Сайклонс» (ECHL), «Провіденс Брюїнс» (АХЛ), «Огаста Лінкс» (ECHL), «Редінг Роялс» (ECHL), «Трентон Девілс» (ECHL), «Дукла» (Сеніца), «Хімік-СКА» (Новополоцьк), «Казцинк-Торпедо» (Усть-Каменогорськ), «Оцеларжи», ХК «Зноймі Орли», «Братислава Кепіталс».
У складі національної збірної Словаччини провів 4 матчі; учасник чемпіонатів світу 2010, 2011 і 2012 (2 матчі). У складі молодіжної збірної Словаччини учасник чемпіонату світу 2002. У складі юніорської збірної Словаччини учасник чемпіонатів світу 1999 і 2000.
Досягнення
- Срібний призер чемпіонату світу (2012)
- Чемпіон Чехії (2011)
- Бронзовий призер юніорського чемпіонату світу (1999).